# Carex scirpoidea
Carex scirpoidea — багаторічна трав'яниста рослина родини осокові (Cyperaceae), поширена в північній частині Північної Америки та в найпівнічніших регіонах Євразії.

## Опис
Рослини зазвичай ростуть у щільних пучках. Кореневища від коротких до довгих. Стебла прямі або розхитані, 5–35(40) см. Листові пластини гладкі на верхній поверхні. Суцвіття одноколоскові (дуже рідко з коротким, сидячим боковим колоском тої ж статі), в основному вертикальні, еліпсоїдні; первинні приквітки суцвіть листоподібні, рідко лускоподібні. Луски від червоно-коричневого до пурпурного забарвлення, від яйцеподібних до ланцетних, до 3.5 × 1.5 мм, краї напівпрозорі, від вузьких до широких, вершини від гострих до тупих. Плоди 1–2 × 0.6–1.2 мм.

## Поширення
Північна Америка: Сен-П'єр і Мікелон, Ґренландія, Канада, США; Європа: Норвегія; Азія: Далекий Схід, Сибір.